# Ruth B. Mandel
Ruth B. Mandel, Geburtsname: Ruth Blumenstock, (* 29. August 1938 in Wien; † 11. April 2020 in Princeton) war eine US-amerikanische Politikwissenschaftlerin österreichischer Herkunft. Sie war Professorin für Politikwissenschaft an der Rutgers University. Als Kleinkind hatte sie zu den Passagieren der Irrfahrt der St. Louis gehört.

## Leben
Mandels Eltern, Mechel und Lea Blumenstock, flohen 1939 mit ihrer kleinen Tochter auf dem Transatlantik-Passagierschiff St. Louis aus dem nationalsozialistischen Deutschland. Den Passagieren wurde jedoch nacheinander die Einreise nach Kuba (mit wenigen Ausnahmen),  in die USA und nach Kanada verweigert und das Schiff brachte sie kurz vor Ausbruch des Zweiten Weltkrieges zurück nach Europa. Sie wurden in Antwerpen von Bord gelassen und auf Belgien, die Niederlande, Frankreich und Großbritannien verteilt. Die meisten der Flüchtlinge gerieten damit nach Kriegsausbruch in deutsches Einflussgebiet. Mandels Familie gehörte zu denen, die das Glück hatten, in England aufgenommen zu werden. Von dort siedelte sie 1947 in die USA um. 
Ruth Mandel machte einen Bachelor-Abschluss in Englisch am Brooklyn College und wurde 1969 an der University of Connecticut zur Ph.D.  (Englische und amerikanische Literatur) promoviert. Bevor sie 1971 an die Rutgers University kam, war sie Dozentin an der University of Pittsburgh und am Rider College. An der Rutgers University lehrte sie als Professorin Politikwissenschaft, ohne darin fachlich ausgebildet zu sein. Von 1995 bis 2019 war sie Leiterin des dortigen Eagleton Institute of Politics. Von 1971 bis 1994 war sie zudem Direktorin des Eagleton Center for American Woman and Politics (CAWP), dem sie bis zu ihrem Tod als Senior Scholar verbunden war.